# 同源词
同源词（英語：cognate(s)）在歷史語言學裡指不同語言中原本來自一個共同祖語的一組詞。由於語言變化可能使詞的音和義都發生很大變化，同源關係有時並不容易辨識，需要運用史料和比較法進行嚴格的研究論證，才能確定词位是否有同源關係。同源詞和借詞是截然不同的概念，借詞是指一個語言從另一個語言借來的詞語。
中文語境下並不嚴格界定「同源詞」來自不同語言，因此西方語言中所説的同源異形詞（doublet(s)）在中文裏也常被稱作同源詞，比如英语的“shirt”（衬衫）和“skirt”（裙子）均來自原始印欧语词“*sker-”；中文的同源字也被稱為「同源詞」。但這些現象是指同一語言內而非不同語言的同源關係，詳見下文#概念辨析。此外，同根詞（paronym(s)）有時被認為和同源词（cognate(s)）是一個概念。

## 特性
同源词未必要是同义词或近义词。英语的“dish”（碟子）和德语的“Tisch”（桌子）、英语“starve”（饥饿）和德语的“sterben”（死亡）都显示语言之间的语义漂移，最终这些词汇成为了伪友。
同源词跟随着语言的变化可能有大大不同的语音。比如英语的“cow”（牛）和“beef”（牛肉）都是从印欧语系词根*gʷou-而来。“Cow”是日耳曼语族祖传的，而“beef”是从罗曼语族借入。
想证明同源词并不是很直接的事。比如法语的“lait”和西班牙语的“leche”（牛奶）与希腊语的牛奶“γάλακτος”（gálaktos）是同源词，表面上很难看出。但是用形容词“lácteo”或“láctico”就比较明显，再加上法语和西班牙语的词是从拉丁语而传来，有拉丁语的牛奶“lactis”，对于此研究证明更有帮助。
中文所说的同源词可以指一个语言里存在的同源关系，比如漢語裏“弗”和“不”，“登”和“增”。“登”上古擬音*təəŋ，“增”上古擬音*s-təəŋ，前者表示自己上升，後者表示使上升，用前綴s-修飾字義，表現了上古漢語的屈折语特徵。英语里的“shirt”（汗衫）和“skirt”（裙子），在此，其中一个词是早期的借词，另外一个词是本地祖传的词汇。有时，一对同源词中的两个词都是早期的借词，比如，英语的“chief”（首领、主要）是从中古法语“chef”而借的；英语“chef”（主厨）是几个世纪后再次从法语借的词汇。
同时，多种语言从同一种语言借用的词汇，借入后的意思可能不尽相同。仍以法语“chef”举例：英语借用法语的chef，在没有改变拼写的情况下意为“主厨”，然而德语从法语中借用的“chef”，意为“领导者/老板”，没有“主厨”的意思——而正如上所说，英语中的“chief”是表示“首领，主要”，更改了拼写。

## 概念辨析
同源詞和以下的詞是不同的概念：
- 借詞（loanwords）：從別的語言借來的詞語，例如英語beef（牛肉）借自古法語boef（牛）。雖然他們在詞源上是同源的，但不屬於同源詞。
- 双式词/同源異形詞（doublets）：同一語言中由一個詞源衍生而來的一對詞，可能具有相似但不同的含義和用法。通常其中一個是借詞而另一個是本土形式的，或者兩者來自不同的方言，但都被現代的標準語吸收。例如古法語boef和英語cow是同源詞，因此英語cow和英語beef是同源異形詞。
- 翻译（translations）：兩個語言中意思相同或相近的詞。他們可能有同源關係，但更多情況下沒有。例如德語Kuh和英語cow意思都是「牛」，是同源詞，但它們和法語中相應的表示「牛」的詞vache是翻譯的關係，不是同源詞。

## 漢字同源詞
中文語境下並不強調同源詞屬於不同語言。同一個漢字在漢字文化圈的不同語言或方言中有不同讀音，可以理解為是同源詞。
比如“北”在粵語中讀作bak1、南京話中讀作bä5、閩南語中讀作pak1、普通話中讀作bei3、越南語中讀作bắc、日語中讀作ほく/hokɯ/(上古日語讀/pokɯ/)、朝鮮語中讀作북buk，都源自“北”的中古音/pok̚/。“北”在這三個語言以及漢語各方言中的不同讀音互為同源詞。
若追溯到從原始漢語剛分出不久的上古漢語，同源漢字跟同源詞語為兩個不同概念，如「來」跟蒞字為同源詞彙但為不同起源的漢字，跟麥字則為不同源詞彙但為相同起源的漢字。

## 伪同源词
伪同源词指词对表面看像是同源词，但是实际研究显示不是词对。比如“爸爸”和“妈妈”词汇在许多语言里都是类似的，但是这很可能是语言习得而造成，這幾個是最容易發的音，呀呀學語的嬰兒無意發出，因此以這幾個音構成的字，容易成為父母的指稱，並不是因为同源。